# Donna Strickland
Donna Theo Strickland (sinh ngày 27 tháng 5 năm 1959) là một nhà vật lý người Canada, học giả, và người đoạt giải Nobel, người tiên phong trong lĩnh vực laser. Bà là người phụ nữ thứ ba đoạt giải Nobel Vật lý, được chia sẻ với cố vấn tiến sĩ trước đây của bà, Gérard Mourou, cho các sáng chế của họ về vật lý laser. Kỹ thuật mà họ phát triển được gọi là khuếch đại xung cực ngắn cường độ cao (chirped pulse amplification), được sử dụng để tạo ra các xung siêu ngắn có cường độ rất cao, hữu ích trong vi xử lý laser, phẫu thuật, y học và trong các nghiên cứu khoa học cơ bản. Bà là phó giáo sư tại Khoa Vật lý và Thiên văn học thuộc Đại học Waterloo.

## Tiểu sử
Strickland sinh ngày 27 tháng 5 năm 1959 tại Guelph, Ontario, Canada, mẹ là Edith J. (nhũ danh Ranney) và cha là Lloyd Strickland. Bà có một chị gái Anne và anh trai Rob.
Strickland tốt nghiệp với bằng Cử nhân Vật lý kỹ thuật của Đại học McMaster năm 1981. Tại McMaster, cô là một trong ba người phụ nữ trong một lớp 25 sinh viên.
Strickland lấy bằng tiến sĩ bằng vật lý (chuyên về quang học) tại Đại học Rochester năm 1989. Luận án tiến sĩ của bà, được giám sát bởi Gérard Mourou, được đặt tên là "Phát triển một laser siêu sáng và một ứng dụng để ion hóa đa photon". Năm 1985, khi ở Rochester, Mourou và Strickland đồng phát minh ra khuếch đại xung chirped cho laser, một phương pháp tạo ra các xung quang siêu ngắn cường độ cao, sau đó họ nhận được giải Nobel Vật lý.

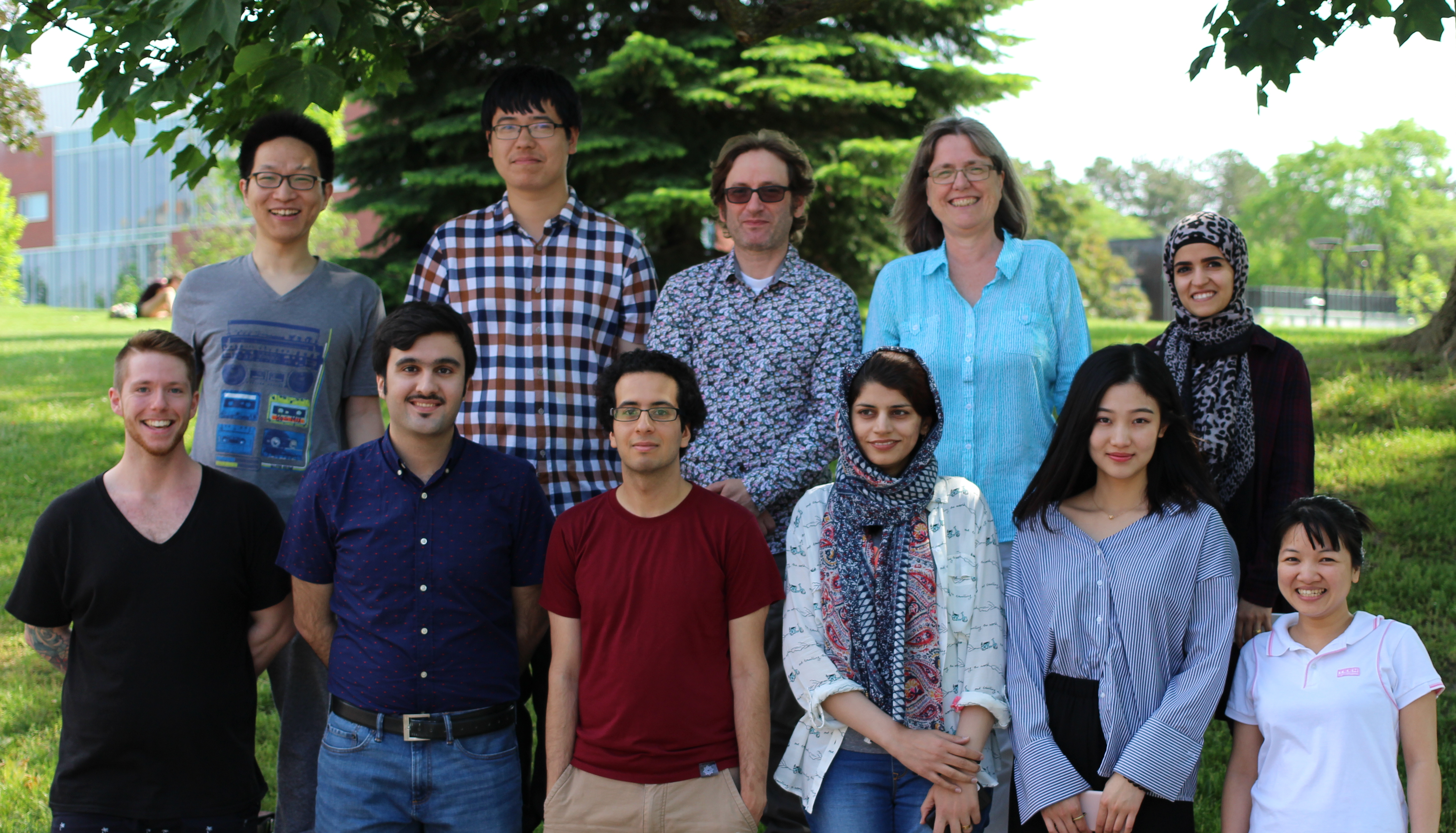
Nhóm tia cực nhanh của Strickland tại Đại học Waterloo

## Sự nghiệp
Từ năm 1988 đến năm 1991, Strickland là một cộng sự nghiên cứu tại Hội đồng nghiên cứu quốc gia Canada, nơi bà làm việc với Paul Corkum trong phần Hiện tượng cực nhanh, có sự phân biệt vào thời điểm đó đã tạo ra tia laser xung ngắn mạnh nhất trên thế giới. Bà làm việc trong bộ phận laser của Phòng thí nghiệm quốc gia Lawrence Livermore từ năm 1991 đến 1992 và gia nhập đội ngũ kỹ thuật của Trung tâm công nghệ tiên tiến của Princeton về Vật lý điện tử và quang học vào năm 1992. Bà gia nhập Đại học Waterloo năm 1997 với tư cách là trợ lý giáo sư và hiện là giáo sư, dẫn đầu một nhóm laser cực nhanh phát triển các hệ thống laser cường độ cao cho các nghiên cứu quang học phi tuyến. Bà tự mô tả mình là một "jock laser".
Công trình gần đây của Strickland đã tập trung vào việc đẩy ranh giới của khoa học quang học cực nhanh lên các dải bước sóng mới như tia hồng ngoại và tia cực tím, sử dụng các kỹ thuật như kỹ thuật hai màu hoặc đa tần số, cũng như thế hệ Raman. Bà cũng đang nghiên cứu vai trò của các laser công suất cao trong thấu kính vi tinh thể của mắt người, trong quá trình siêu vi của ống kính mắt để chữa trị viễn thị.
Strickland đã trở thành một thành viên của Hội Quang học (sau đó gọi là Hội Quang học Mỹ) vào năm 2008. Cô từng là phó chủ tịch và chủ tịch vào năm 2011 và 2013. Cô cũng là biên tập viên chuyên đề của tạp chí Optics Letters từ năm 2004 đến năm 2010.

## Đời sống cá nhân
Donna Strickland là vợ của nhà vật lý laser Douglas R. Dykaar và có hai con.